# Pikuach nefesh
Nell'Ebraismo, Pikuach Nefesh in ebraico פיקוח נפש‎? descrive il principio della Halakhah che la salvaguardia della vita umana supera qualsiasi altra considerazione religiosa. Quando la vita di una persona è in pericolo, quasi tutte le mitzvot lo ta'aseh (comandi di non eseguire un'azione) della Torah diventano nulle.

## Fonte biblica
La Bibbia in Levitico 18:5 afferma: "Osserverete dunque le mie leggi e le mie prescrizioni, mediante le quali, chiunque le metterà in pratica, vivrà. Io sono il Signore." Il significato qui è che gli ebrei devono vivere secondo la Torah piuttosto che morire per la Torah. Anche Ezechiele 20:11 attesta questa frase ("feci loro conoscere le mie leggi, perché colui che le osserva viva per esse"), e la si ritrova inoltre in Neemia 9:29: "i tuoi decreti ... fanno vivere chi li mette in pratica".

## Discussione talmudica
Il Talmud discute una serie di casi come esempi in cui le leggi imposte biblicamente possono essere disattese per l'atto di salvare una vita umana (Talmud Bavli, Yoma 84b). Tutti questi esempi si riferiscono ai divieti dello Shabbat: il salvataggio di un bambino che annega in mare, il recupero di un bambino sepolto sotto macerie, abbattere una porta che sta intrappolando un bambino, e spegnere un incendio per salvare una vita. La Mishnah spiega quando sia permesso rompere il digiuno durante Yom Kippur (Giorno dell'Espiazione): "Se una persona è presa da fame vorace (riferendosi apparentemente ad una debolezza organica che mette in pericolo di vita), può essere nutrita, anche con cibo impuro (non kosher), fino a quando i suoi occhi sono rianimati" (BavliYoma 83a)

## Limitazioni
Il principio di salvaguardare la vita, pikuach nefesh, ha dei limiti. L'individuo in pericolo di vita, deve essere una persona specifica ed identificabile, piuttosto che un beneficiario astratto o potenziale.
Un'altra questione è cosa costituisca una situazione di pericolo di vita. Alcune situazioni sono chiaramente a rischio di vita, come uno che sta morendo di malattia e morirebbe senza intervento medico, o uno che sta annegando e non sarebbe in grado di salvarsi senza l'aiuto di un altro. Ma in situazioni diverse, potrebbe essere poco chiaro se una vita è davvero in pericolo.
Ad esempio, se una persona sente "dolore grave", ciò potrebbe essere tremendamente disagevole, ma certo non fatale, e le azioni che si possono intraprendere in violazione della legge religiosa sono limitate. È preferibile in queste situazioni farsi aiutare da un gentile in ogni modo possibile.
Se uno è in pericolo di perdere un arto, mobilità, vista, o rischiare di perdere qualche altra funzione vitale per la propria sopravvivenza futura, o potrebbe essere in pericolo per un nuovo problema di salute in via di sviluppo che in ultima analisi gli accorcerebbe la vita, la situazione è considerata "pericolo di vita".

### Incertezze
Nel caso non si possa accertare se una situazione sia veramente pericolosa per la vita, la situazione deve essere considerata pericolosa per la vita fino a prova contraria, consentendo in tal modo di intervenire.
È di primaria importanza che, se si crede che una vita sia in pericolo e ogni secondo può contare, le persone coinvolte non ritardino di aiutare la vittima per paura di violare la Halakhah o perdere tempo per determinare se tale violazione è consentita o meno dalla Halakhah.
Se si agisce in violazione della Halakhah per salvare una vita umana, quando si crede che tale vita sia in pericolo, ma in seguito ci si accorge che non c'era pericolo, non si ha peccato e non ci si deve sentire colpevoli di aver fatto tale errore (in buona fede).

### Chi deve aiutare
In una situazione di pericolo di vita, quando sia possibile, è essenziale che le persone disponibili più qualificate forniscano tutta l'assistenza necessaria durante ogni momento della situazione. Ma quando ogni secondo conta, non ci devono essere ritardi o perdite di tempo a discutere o determinare chi è più qualificato.
Se vi è una scelta tra un ebreo e un gentile che hanno parità di qualificazioni, e vi è chiaramente tempo abbondante per decidere, è preferibile che il gentile fornisca l'assistenza. Ma se c'è da scegliere tra due ebrei, e non vi è chiaramente molto di tempo per decidere, è preferibile che il più osservante dei due ebrei trasgredisca la Halakhah. Ciò dimostra l'importanza di infrangere la Halakhah quando una vita è in rischio, e che gli ebrei meno osservanti non sono autorizzati a trasgredire la Halakhah durante situazioni non d'emergenza.

## Esempi dipikuach nefeshche trascendono altre considerazioni religiose

### Donazione di organi
Secondo alcune autorità halakhiche, la donazione di organi per la Legge ebraica è un classico esempio dell'obbligo di violare un comandamento a causa del principio di Pikuach nefesh. Salvare la vita può trascendere la proibizione di profanare un cadavere. Tuttavia, a causa della limitazione che afferma che una vita specifica deve essere in pericolo, il recipiente generalmente deve essere identificato prima che l'organo venga rimosso. Il prelievo di organi destinati a banche di organi per un possibile uso futuro è generalmente vietato da tutti i decisori halakhici (posek) dell'Ebraismo ortodosso.

### Shabbat e festività
Le leggi dello Shabbat e le festività ebraiche possono essere sospese ai fini del Pikuach nefesh. L'esempio più antico di questa sospensione ha avuto luogo nel 167 p.e.v., quando Mattatia e gli Asmonei dichiararono che era consentito ai loro seguaci di combattere nel giorno di Shabbat per difendersi dagli attacchi. È permesso di viaggiare al fine di salvare la vita di un altro, e cure mediche possono essere fornite a pazienti critici. Secondo Moshe Feinstein, è consentito viaggiare per accompagnare una donna in travaglio all'ospedale, perché il Talmud è particolarmente attento alla salute in merito alla gravidanza e al parto. Inoltre le leggi dello Shabbat possono essere trasgredite per i primi tre giorni che una donna ha partorito, per assicurarsi che sia confortevole e in salute.
È permesso guidare una donna per portarla all'ospedale a partorire, dal momento che il parto può essere rischioso senza controllo medico. Allo stesso modo, si può firmare un modulo di consenso per eseguire chirurgia di Shabbat se l'intervento chirurgico verrebbe altrimenti ritardato.
Se un parente stretto viene trasportato in ospedale in circostanze di emergenza durante lo Shabbat, è permesso guidare o accettare un passaggio per andare in ospedale, al fine di fornire compagnia al proprio parente in ospedale, in quanto ciò può salvare la vita. Potrebbe inoltre essere necessaria la propria presenza in ospedale per firmare moduli di consenso in sua vece per cure che salverebbero la vita.

#### Telefono
In caso di emergenza medica nota o sospetta che richiedesse una chiamata telefonica piuttosto che il trasporto immediato in veicolo a motore, il telefono può essere utilizzato. Se la situazione ha un più basso livello di urgenza, il ricevitore deve essere sollevato ed i tasti premuti in un modo inusitato (usando il gomito o le nocche della mano, o una matita). Se l'interessato è in attesa di risposta telefonica per affrontare il problema, rispondere al telefono è consentito.

#### Lavoro
È ammesso a chi esercita una professione dedicata a salvare vite umane (ad esempio il medico, l'infermiera o il soccorritore) di lavorare durante lo Shabbat, appunto al fine di salvare vite umane. È permesso a tali professionisti di utilizzare un telefono o cercapersone per essere avvertiti secondo necessità, per un atto di salvataggio o di comunicazione di informazioni per salvare la vita, o di viaggiare con ogni mezzo necessario per raggiungere il luogo di emergenza dove il potenziale atto di salvataggio verrà eseguito.
Altra questione è quella dove la persona che sta affrontando una congiuntura economica difficile abbia il permesso di lavorare durante lo Shabbat, al fine di guadagnare abbastanza soldi per non morire di fame o rimanere senza casa. Questa questione si applica sia nel caso uno abbia bisogno di reddito supplementare guadagnato durante lo Shabbat in aggiunta a tutti gli altri giorni lavorativi, o se debba lavorare di Shabbat al fine di non perdere il suo lavoro/occupazione. In tali situazioni, la persona interessata deve prima cercare tutte le alternative possibili al lavorare di Shabbat, e consultare un rabbino per esaminare le proprie circostanze individuali.

#### Incendio
Estinguere un incendio di Shabbat o Yom Tov è vietato dalla Legge ebraica. Estinguere un incendio o utilizzare il telefono per chiamare i vigili del fuoco solo al fine di salvare il proprio immobile da eventuali danni è vietato. Tuttavia, è permesso a chi scopre l'incendio di farlo nella maggioranza dei casi per il pericolo causato ad altri. Anche se tutte le persone coinvolte nell'incendio possono sfuggire dall'edificio in fuoco, fino a quando tale fuoco brucia c'è il pericolo che possa estendersi ad altri edifici vicini, mettendo così in pericolo la vita di altri ivi dimoranti. Anche in zone rurali, dove non ci sono altri edifici nelle vicinanze, esiste il pericolo che il fuoco si diffonda in una foresta circostante, iniziando un incendio forestale più devastante, che potrebbe mettere in pericolo gli altri. Solo se si può chiaramente stabilire che tali rischi non siano presenti, allora è vietato trasgredire lo Shabbat.

### Nutrimento

#### Cibo non kosher
Cibo non kosher può essere consumato nelle seguenti circostanze:
- Se nessun cibo kosher è disponibile alla persona, e il divieto di mangiare il cibo non kosher può causare morte per fame (inedia).
- Se uno specifico prodotto alimentare non-kosher è necessario per curare una malattia.

Se necessario per ristabilirsi in salute, il paziente può mangiare alimenti non kosher. Nel Talmud Bavli (Talmud babilonese), il Capitolo 82a del Trattato Yoma cita la "voglia di gravidanza" – cioè un desiderio ardente di cibo particolare che la donna potrebbe avere durante la gestazione, che coinvolga alimenti non kosher (il passo talmudico menziona una donna incinta che desidera intensamente del maiale durante Yom Kippur) – come esempio paradigmatico di una presunta situazione di pericolo di vita in cui alla persona sia permesso di mangiare cibo non-kosher (ed è permesso di mangiarlo a Yom Kippur).

#### Digiuno
A Yom Kippur, il digiuno di preferenza può essere rotto solo se un medico ha consigliato di non digiunare, e consultando poi un rabbino per quanto riguarda tale consiglio medico. La prassi generale, comunque, è di mangiare solo quanto è necessario per soddisfare i propri bisogni. Se si viene consigliati da un medico di non digiunare, ma non si è in grado di consultare un rabbino, si deve mangiare secondo il consiglio del medico.
Se si intuisce di avere un qualche problema di salute che può essere aggravato dal digiuno, ma non sono disponibili medici o rabbini per dare consigli, allora si dovrebbe usare il proprio giudizio, ed è consentito astenersi dal digiuno. In questi casi, non si deve ritardare di nutrirsi aspettando di mangiare prima di aver parlato con un'autorità medica o rabbinica, o sentirsi colpevoli per aver mangiato in tali situazioni.
La persona che deve mangiare a Yom Kippur, lo deve fare solo quel tanto che è necessario onde evitare di aggravare una condizione di priorità medica che trascende gli obblighi di preghiera. In ogni modo, tutte le benedizioni normalmente recitate prima e dopo i pasti, sono recitate come al solito. I digiuni diversi da Yom Kippur sono considerati con maggiore indulgenza. Chiunque non si senta in grado di digiunare, ha il permesso di rompere il digiuno senza dover consultare un medico o un rabbino. Per tutti i digiuni, chi sta assumendo farmaci per qualsiasi motivo ha il permesso di usare cibo o acqua, se necessario, per assistere l'assunzione di tali farmaci. Se il farmaco impone il consumo di cibo o bevande da assumersi con detto farmaco, alla persona non è permesso digiunare, e non ha bisogno per questo di consultare medico o rabbino. Una persona che diventa gravemente disidratata durante un qualsiasi digiuno, deve consumare liquidi sufficienti per ristabilire il proprio corpo a normali livelli di idratazione.

#### Aspettare il tempo opportuno per mangiare
La Legge rabbinica proibisce di mangiare in certi momenti, anche in giorni non dedicati al digiuno, come ad esempio prima della preghiera mattutina, alla recita del kiddush durante lo Shabbat e Yom Tov, e tra la fine dello Shabbat e Havdalah. In particolare, queste leggi devono essere osservate rigorosamente da maschi adulti e femmine adulte che non sono in stato di gravidanza o di allattamento. Mentre è meritevole digiunare in questi brevi periodi di tempo, anche per coloro che hanno condizioni mediche, tuttavia per motivi di salute ci sono sempre delle eccezioni:
- La donna incinta, o che sta allattando, e sente una "voglia" di cibo, deve mangiare senza indugio. Per quelle ragazze o ragazzi che non hanno ancora raggiunto l'età di bar mitzvah, queste leggi sono mitigate.
- Chi deve assumere una medicina ad un dato orario, può consumare gli alimenti necessari per poter prendere tale medicina.
- Una persona che è gravemente disidratata può consumare fluidi necessari a ristabilire il proprio corpo a normali livelli di idratazione.
- Una persona che non ha la forza per svolgere il servizio liturgico necessario senza prima assumere nutrimento, può mangiare il minimo necessario per svolgere il servizio con la dovuta devozione (kavanah).

## Eccezioni
Ci sono alcune leggi ebraiche che non possono mai essere violate, anche quando la vita è in pericolo. In questi casi la vita deve essere sacrificata piuttosto che venga trasgredita la Halakhah. I divieti includono:

### Profanazione del Nome di Dio
Quei peccati che coinvolgono Chillul Hashem (la profanazione del Nome di Dio) non possono mai essere commessi, neanche per salvare una vita. Tali peccati includono: idolatria, blasfemia, o negazione dell'esistenza di Dio. Le violazioni proibite comprendono:
- Adorazione di un qualsiasi altro dio all'infuori di Hashem
- Inchinarsi davanti a qualsiasi altro dio all'infuori di Hashem, per far bella mostra e compiacere il nemico, o altri comportamenti fingendo di adorare tale altro dio, anche se la propria vera intenzione è di non adorare
- Violare un comandamento negativo sottomettendosi ad un nemico persecutore il cui proposito è di mettersi contro Dio
- Costruire tale altro dio per sé stessi o per altri, da adorare o sostenere tale adorazione
- Entrare in un edificio dove si adori un altro dio all'infuori di Hashem. Per questo motivo non si può entrare in una chiesa durante le funzioni, anche per salvare una vita. Entrare in una chiesa quando le funzioni non sono in corso ha delle restrizioni minori.
- Recitare o stampare il Santo Nome di Dio in vano
- Distruggere il Santo Nome di Dio da un foglio stampato o pergamena, eccetto che con i rituali prescritti dalla Torah
- Pretendere che Dio non esista onde evitare persecuzione.

### Omicidio
Ogni atto che provoca intenzionalmente la morte di un'altra persona (considerato un atto di omicidio), che ferisce una persona in modo che il potenziale di morte a causa di ferite è grave, o che comunque crei una situazione pericolosa che molto probabilmente metta a rischio una o più vite, non è consentito per il principio di pikuach nefesh (conservazione della vita). Esempi proibiti includono:
- Prelievo di organi dal corpo di una persona che è chiaramente in vita
- Donazione di organi in vita, dove il rischio di morte per il donatore è estremamente alto. Se il rischio è basso, la donazione è consentita.
- Guidare ad una velocità molto elevata al fine di raggiungere un ospedale, quando lo scontro con altro automobilista innocente è quasi certo.

#### Eccezioni
Un'eccezione dove l'uccisione di un'altra persona è permessa, è nell caso di un rodef (aggressore), che può essere ucciso per salvare la vita di sé stessi (legittima difesa) o di un'altra persona. Nell'Ebraismo, ciò permette l'autodifesa e le uccisioni di guerra. Inoltre, l'aborto è permesso secondo la Legge ebraica, se il feto non ancora nato mette in pericolo la vita della madre, perché in tal caso il feto è considerato un rodef. La considerazione di "rodef" viene utilizzata anche per permettere la separazione di gemelli siamesi, quando è probabile o anche certo che uno dei due morirebbe a causa dell'operazione, se questa è necessaria per salvare l'altro gemello.
Le esecuzioni sanzionate dalla Bibbia possono essere eseguite, sebbene oggigiorno non vengano più effettuate.

#### Vita per vita
Anche se non si è normalmente permesso dare la propria vita per salvare la vita di un altro (che comporta quindi un atto di suicidio, proibito dalla Legge ebraica), si può rischiare la propria vita per salvare la vita di un altro. Non è tuttavia consentito mettere la propria vita a maggiore rischio dell'altra che si vuole salvare. Né si può mettere in pericolo la vita di un'altra persona, soprattutto contro la volontà di quella persona, al fine di salvare la propria o quella di un altro.
Gli studiosi hanno a lungo dibattuto se rubare sia consentito al fine di salvare una vita. La maggioranza ha concluso che rubare sostentamento ad una persona povera è proibito poiché metterebbe a rischio la sua sopravvivenza. Inoltre, la gestione di un'attività commerciale che deprivi o frodi intenzionalmente i poveri di tutto o parte del loro sostentamento è severamente vietato, anche per salvare una vita. Derubare o defraudare un'impresa o azienda di grandi dimensioni, un'organizzazione, istituto o governo, è vietato se il povero ne soffrirebbe a causa della relativa perdita finanziaria.
Lashon hara è simbolicamente considerato un atto di omicidio, è quindi non può esser detto per salvare una vita. Tuttavia, la maggior parte dei casi in cui una parola cattiva deve essere pronunciata nei confronti di una persona al fine di salvare una vita, ha risultati positivi e quindi non costituisce Lashon hara.
Il comandamento di salvare la vita fa anche riferimento al discorso etico in merito alla tortura e i diritti umani.

## Esempi contemporanei
Una delegazione ZAKA, con una squadra di ebrei ultraortdossi, hanno operato nella capitale haitiana di Port-au-Prince subito dopo il terremoto del 2010. Nelle circostanze, si interruppero solo per recitare le preghiere di Shabbat e continuarono a lavorare per tutto il periodo festivo, riuscendo a salvare 8 persone.
(Mati Goldstein, comandante del Soccorso ZAKA - Terremoto di Haiti del 2010)